# Wejherowski
Wejherowski là một huyện thuộc tỉnh Pomorskie của Ba Lan. Huyện có diện tích 1285 km². Đến ngày 1 tháng 1 năm 2011, dân số của huyện là 195622 người và mật độ 152 người/km².